# HMS Sultan (1870)
Pour les autres navires du même nom, voir HMS Sultan.
Le HMS Sultan est un navire cuirassé de la Royal Navy.
Il est baptisé en hommage à Abdülaziz, sultan de l'Empire ottoman, en visite en Angleterre, lors de la pose de la quille du navire.

## Description
À l'exception de quelques petits navires de guerre conçus uniquement pour la défense de ports, tous les navires cuirassés achevés jusqu'à présent, à commencer par le HMS Warrior, avaient monté leur armement principal dans des batteries latérales. Alors que les navires armés de tourelles HMS Monarch et HMS Captain aient été construits, le Board of Admiralty décide qu'en attendant les résultats de ces deux navires expérimentaux, le Sultan transporterait son artillerie dans une batterie placée au centre.
La conception du navire était étroitement basée sur la conception du HMS Hercules. Contrairement à la batterie du navire précédent, celle du Sultan est à deux niveaux ; les canons du pont principal fournissent des tirs latéraux, avec un tir avant limité du canon le plus en avant, tandis que les canons du pont supérieur fournissent des tirs latéraux supplémentaires et peuvent également tirer vers l'arrière, en déplaçant le canon arrière sur une plaque tournante.
La coque a l'une des sections transversales au milieu du navire les plus rondes jamais adoptées au moment de son lancement, celle-ci et une faible hauteur métacentrique de seulement 3 pieds (1 m) en font une plate-forme de canon très stable. Cependant, on découvre bientôt que le navire manque de stabilité adéquate et quelque six cents tonnes de lest supplémentaires doivent être insérées dans son double fond.

## Histoire
Il est initialement placé à Chatham dans la Channel Fleet, dans laquelle il sert jusqu'en 1876. Il est réaménagé, réduit à un gréement de barque et affecté en Méditerranée sous le commandement de Son Altesse Royale le duc d'Édimbourg. Il est présent avec l'amiral Geoffrey Hornby aux Dardanelles en 1878 au moment de la guerre russo-turque.
Il est ensuite à nouveau réaménagé et réduit en réserve en 1882, lorsqu'il revient en Méditerranée sous le commandement du capitaine W. J. Hunt-Grubbe. Lors du bombardement d'Alexandrie en 1882, il subit deux tués et huit blessés d'un seul coup sur la batterie. Il est avec l'escadre de service particulier pendant la peur de la guerre russe de juin à août 1885 et retenu en Méditerranée par la suite. Le 24 décembre 1886, il se détache de ses ancres au large de Lisbonne lors d'un coup de vent et percute accidentellement et coule le navire à vapeur français Ville de Victoria. Son bélier troue le navire de commerce, qui coule avec quelques pertes de vie.
Le 6 mars 1889, il s'échoue sur un rocher non recensé dans le canal de Comino entre Malte et Gozo, lui déchirant le fond. Le Temeraire tente en vain de l'arracher. Le Sultan est lentement inondé et dans un coup de vent le 14 mars 1889, il glisse du rocher et coule. Il est relevé en août par la firme italienne Baghino & Co pour un montant de 50 000 £. Le 27 août, le Sultan est amené à Malte. Le chantier naval maltais effectue des réparations préliminaires. En décembre 1889, le Sultan retourne à Portsmouth par ses propres moyens, à 7 nœuds (12,964 km/h) (bien qu'accompagné d'un autre navire), arrivant à Spithead le 22 décembre.

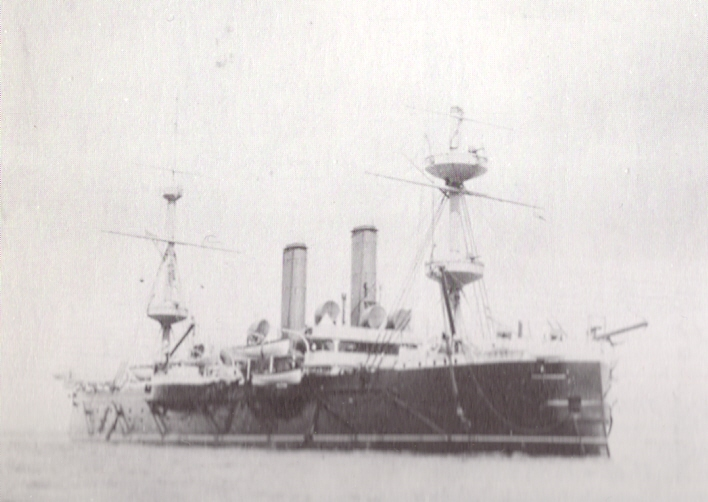
Le HMS Sultan dans les années 1890.

Le Sultan est mis en cale sèche à Portsmouth. Entre octobre 1892 et mars 1896, il est modernisé pour un coût de plus de 200 000 £. Il reçoit deux cheminées, un double pont à l'avant et de nouveaux ponts. Son ancien gréement de voile est enlevé et remplacé par deux mâts militaires avec des hunes de combat. Il reçoit des chaudières modernes capables de 1 000 kPa et des moteurs modernes à triple expansion fabriqués par J & G Thomson de Clydebank. Au tirant d'eau naturel, à l'essai fin mai 1895, ceux-ci font 4 870 kW donnant une vitesse moyenne de 14,6 nœuds (27,0392 km/h). Il y a d'intenses vibrations lors de ces essais. Comme la modernisation affecte la répartition des poids sur le navire, sa largeur est augmentée avec une ceinture de flottaison de 9 pouces (22,86 cm) en teck, ce qui augmente sa hauteur métacentrique. The Engineer critique cette modernisation.
Il sert dans la réserve. Il fait deux services en mer alors qu'il est en réserve :
- Pour les manœuvres annuelles de 1896, du 8 juillet au 25 août, il sert comme l'un des cuirassés de la Flotte C basée à Milford Haven.
- Pour les manœuvres annuelles de 1900, du 10 juillet au 24 août, il sert comme l'un des 12 cuirassés de la flotte A basée en Irlande. L'action du 2 août prend la forme d'une poursuite générale de la flotte A par la flotte B plus puissante. Pour s'enfuir, la flotte A dirige une course contre un fort vent de face et une mer agitée, soutenue pendant des heures. Cela oblige la flotte A à détacher le vieux Dreadnought et à l'envoyer à Queenstown. Le Sultan peut suivre pendant un certain temps, mais lorsque la flotte A atteint 13 nœuds (24,076 km/h), le Sultan a du mal à maintenir sa position et finalement doit être détaché et envoyé à Berehaven, permettant aux cuirassés restants (des classes Royal Sovereign et Majestic) pour accélérer à 14 nœuds (25,928 km/h) et s'éloigner.

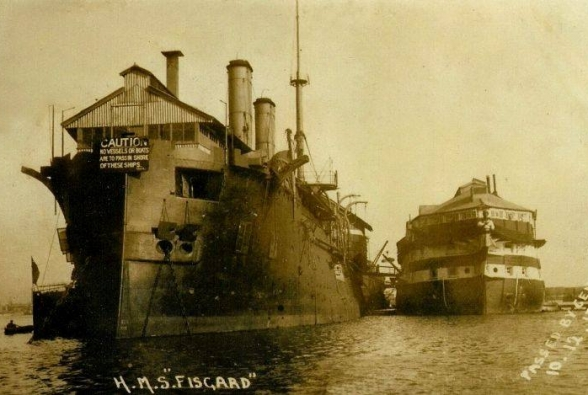
Le HMS Fisgard IV aux côtés de Fisgard III à Hardway, pendant la Première Guerre mondiale.

En 1906, il est partiellement démantelé et devient un navire-école d'artificiers sous le nom de Fisgard IV ; en 1931, il est encore converti en navire de réparation mécanique, reprenant son nom d'origine de Sultan. Pendant la Seconde Guerre mondiale, il est un navire de dépôt pour les dragueurs de mines à Portsmouth et est vendue en 1946 pour la ferraille.